# Честър (окръг, Тенеси)
Вижте пояснителната страница за други значения на Честър.
Окръг Честър (на английски: Chester County) е окръг в щата Тенеси, Съединени американски щати. Площта му е 749 km², а населението – 15 540 души (2000). Административен център е град Хендерсън.